# Microserica flaveola
Microserica flaveola är en skalbaggsart som beskrevs av Moser 1911. Microserica flaveola ingår i släktet Microserica och familjen Melolonthidae. Inga underarter finns listade i Catalogue of Life.